# Солдатское (Липецкая область)
Солда́тское — крупное село в Тербунском районе Липецкой области. Центр Солдатского сельского поселения.

## География
Село расположено на берегах притока Верхнего Олымчика. В Солдатском приток разветвляется, и форма села напоминает букву Y.
Через Солдатское проходит шоссе Тербуны — Хлевное. Оно расположено в 3 км юго-восточнее районного центра села Тербуны. На севере к Солдатскому примыкает деревня Петровское.

## История
Селение было основано во второй половине XVII века солдатами — отсюда название.
В 1815 году на средства прихожан в центре села построена церковь Успенской Божьей Матери. В 1895 году она была расширена пристройкой трапезной и приделов. В советский период церковь была закрыта. В 1993 году началась её реконструкция. В настоящее время в церкви проходят службы.
Также в селе есть средняя школа, библиотека и дом культуры.

## Население
| 2009 | 2010  |
| ---- | ----- |
| 1367 | ↘1317 |

## Известные уроженцы
Мячин, Василий Дмитриевич — Герой Советского Союза.